# Кубок світу з біатлону 2019—2020 — етап 6
Шостий етап Кубка світу з біатлону 2019—20 відбувався в Поклюці, Словенія, з 23 по 26 січня 2020 року. До програми етапу було включено 6 гонок: індивідуальні гонки та мас-старт серед чоловіків і жінок, змішана естафета та одиночна змішана естафета.

## Чоловіки
| Гонка:                    | Золото:                      | Час               | Срібло:                  | Час               | Бронза:                      | Час               |
| Індивідуальна гонка 20 км | Йоганнес Тінгнес Бо Норвегія | 47:54.3 (0-0-0-0) | Мартен Фуркад Франція    | 48:05.7 (0-0-0-0) | Фаб'єн Клод Франція          | 48:19.9 (0-0-0-0) |
| Мас-старт 15 км           | Кантен Фійон Майє Франція    | 36:21.5 (0-0-1-0) | Бенедікт Долль Німеччина | 36:31.5 (0-1-0-0) | Йоганнес Тінгнес Бо Норвегія | 36:31.8 (1-0-0-1) |

## Жінки
| Гонка:                    | Золото:                  | Час               | Срібло:             | Час               | Бронза:              | Час               |
| Індивідуальна гонка 15 км | Деніз Геррманн Німеччина | 41:33.4 (0-0-0-0) | Ганна Еберг Швеція  | 42:32.6 (0-1-0-0) | Анаїс Бескон Франція | 42:49.1 (0-0-0-0) |
| Мас-старт 12,5 км         | Ганна Еберг Швеція       | 34:14.4 (0-0-1-0) | Ліза Вітоцці Італія | 34:20.9 (0-0-0-0) | Анаїс Бескон Франція | 34:42.0 (0-0-0-0) |

## Естафети
| Гонка:                    | Золото:                                                         | Час                                                       | Срібло:                                                                             | Час                                                       | Бронза:                                                             | Час                                                       |
| Змішана естафета          | Франція Кантен Фійон Майє Сімон Детьє Жустін Бреза Жулья Сімон  | 1:17:53.3 (0-1) (0-0) (0-2) (0-0) (0-2) (0-1) (0-1) (0-1) | Норвегія Тар'єй Бо Йоганнес Тінгнес Бо Сюнневе Сулемдаль Інгрід-Ланнмарк Тандреволл | 1:18:33.9 (0-0) (0-0) (0-2) (0-0) (0-0) (0-2) (0-0) (0-0) | Німеччина Філіпп Горн Йоганнес Кюн Яніна Геттіх Ванесса Гінц        | 1:18:54.7 (0-0) (0-0) (0-0) (0-1) (0-0) (0-2) (0-1) (0-1) |
| Одиночна змішана естафета | Франція Емільєн Жаклен Анаїс Бескон Емільєн Жаклен Анаїс Бескон | 38:33.4 (0-0) (0-0) (0-1) (0-0) (0-1) (0-2) (0-1) (0-0)   | Естонія Рене Загкна Реґіна Ойя Рене Загкна Реґіна Ойя                               | 38:39.3 (0-0) (0-0) (0-1) (0-0) (0-1) (0-1) (0-0) (0-0)   | Австрія Зімон Едер Ліза Тереза Гаузер Зімон Едер Ліза Тереза Гаузер | 38:39.3 (0-1) (0-1) (0-1) (0-2) (0-0) (0-0) (0-0) (0-1)   |

## Досягнення
Найкращі особисті результати в кар'єрі